# Al-Qalam
Al-Qalam (arabisch القلم al-Qalam ‚Das Schreibrohr‘) ist die 68. Sure des Korans, sie enthält 52 Verse. Der erste Teil mit den Versen 1–16 gehört in die erste mekkanische Periode (610–615). Der Teil ab Vers 17 gehört nach Nöldeke/Schwally in die zweite mekkanische Periode (615–620), nach den muslimischen Autoren ist er hingegen mehrheitlich in Medina offenbart worden.
Die Sure beginnt mit der Erwähnung des Buchstaben Nūn, der zu den isolierten Buchstaben gehört, genannt Muqatta'at. Der einleitende Schwur auf das Schreibrohr kann sich auf ein himmlisches oder auch ein irdisches Schreibgerät beziehen. Im Gegensatz zu seinen Gegnern, die ihn mit dem bösen Blick bedrohen, wird Mohammed als nicht Besessener bezeichnet, und seine hochstehenden Charaktereigenschaften werden gelobt. Die Verse 17–33 wenden sich an die Mekkaner, denen Gott Vermögen und Macht beschert hat, die aber Bedürftige nicht unterstützen und deshalb mit Dürrezeit und Hungersnot bestraft werden. Der Schlussabschnitt bekräftigt die Echtheit der Sendung Mohammeds und ermahnt diesen zur Geduld nach dem Beispiel des Jonas („der mit dem Fisch“).